# Jeremoabo (tiểu vùng)
Jeremoabo là một tiểu vùng thuộc bang Bahia, Brasil. Tiều vùng này có diện tích 8198 km², dân số năm 2007 là 105734 người.